# Палатцы
Пала́тцы (каз. Палатцы) — село в Самарском районе Восточно-Казахстанской области Казахстана. Административный центр Палатцынского сельского округа. Находится примерно в 39 км к северо-востоку от районного центра, села Самарское. Код КАТО — 635057100.

## Население
В 1999 году население села составляло 1122 человека (528 мужчин и 594 женщины). По данным переписи 2009 года, в селе проживали 633 человека (313 мужчин и 320 женщин).